# دبليو. سي. بيلكناب
دبليو. سي. بيلكناب هو سياسي أمريكي، ولد في 29 نوفمبر 1850 في مقاطعة بينتون في الولايات المتحدة، وتوفي في 23 ديسمبر 1937 في بورتلاند في الولايات المتحدة. نشط حزبياً في الحزب الجمهوري. وقد انتخب عضو مجلس ولاية واشنطن ‏.